# Směnný obchod

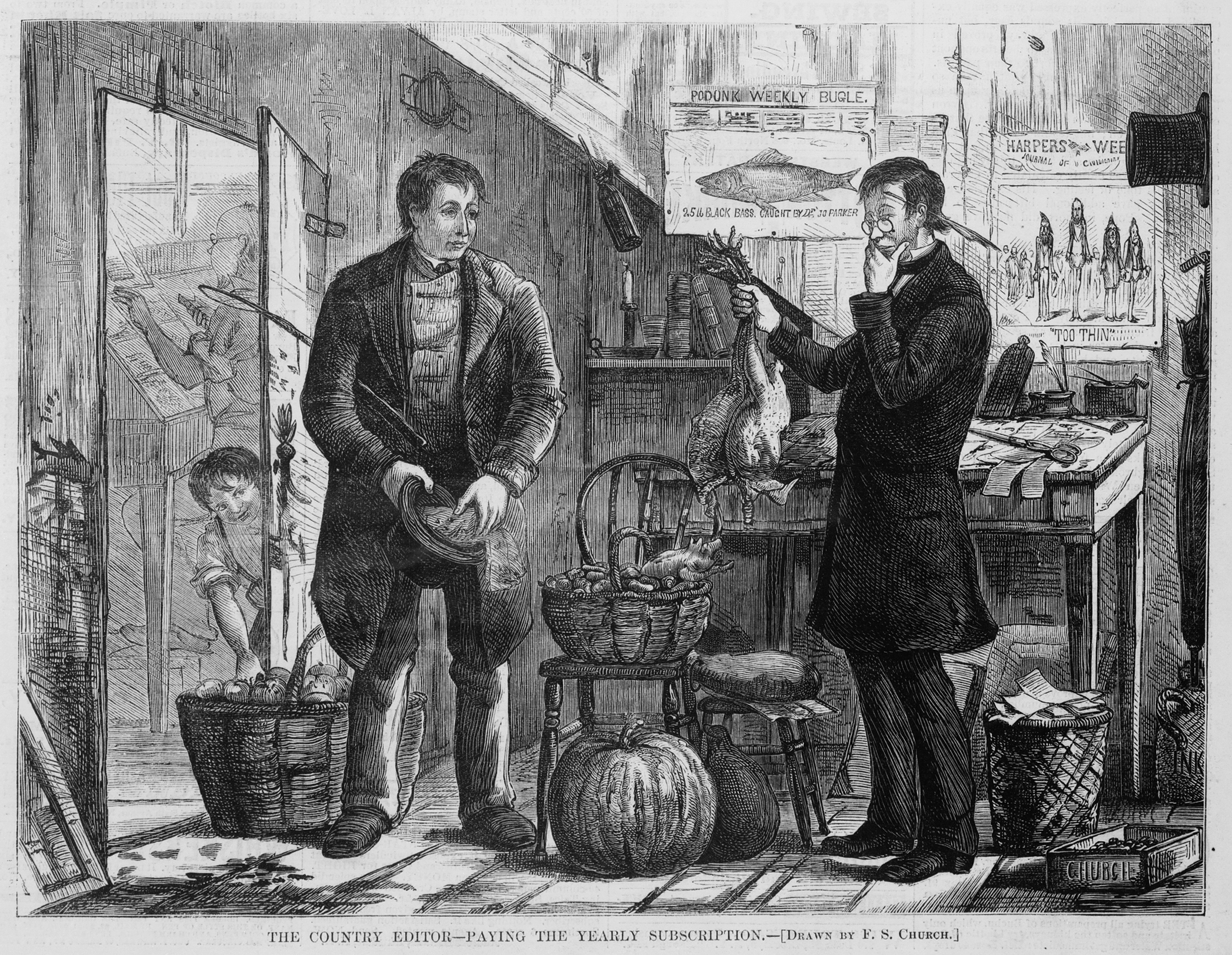
Novinová ilustrace zobrazuje muže, který uskutečňuje barterový obchod: roční předplatné novin platí různými farmářskými produkty.

Směnný obchod (též barterový obchod či jen barter) je výměna zboží nebo služeb za jiné zboží nebo služby bez použití peněz, nebo při alespoň částečném započtení hodnoty zboží nebo služby jiným zbožím nebo službou.
Barterové obchody jsou považovány za nejzákladnější formu kompenzačních obchodů. Před vynálezem peněz jako univerzálního prostředku směny bylo barterové obchodování jedinou možností, jak uskutečnit obchod. Je možné, že se jedná o první způsob obchodování.
V právu České republiky jsou barterové obchody upraveny prostřednictvím směnné smlouvy.

## Podstata barteru
Barterový obchod je druh obchodu, při němž se zboží nebo služby vyměňují za určité množství jiného zboží nebo služeb. Barterový obchod může probíhat jak dvoustranně, tak i vícestranně. Jde o přímou směnu bez zapojení některého všeobecného prostředku směny (např. peněz či zlata). Barterový obchod a peníze představují různé prostředky k vyvážení hospodářské směny. Ke směnným obchodům nejčastěji docházelo a dochází ve společnostech, v nichž neexistuje peněžní systém, nebo v ekonomikách s nestálou měnou (např. v době vysoké inflace), avšak může být veden snahou ušetřit náklady spojené s placením penězi.
K dvoustranné směně může dojít tehdy, pokud se vzájemně setká nabídka a poptávka dvou subjektů na trhu. Každá strana musí být schopna dodat to, o co má druhá strana zájem. Pokud takové ideální protnutí nabídky a poptávky nenastane, lze směnu uskutečnit ještě dalšími způsoby:
- v některých společnostech se vyvinul systém prostředníků, kteří skladují směňované zboží a obchodují s ním, tito prostředníci se však často dostávají do ekonomického rizika,
- jiným způsobem je vytvoření virtuální směnné jednotky (např. barterový dolar), která je ekvivalentem používaným při směně obdobně jako v parciálních měnových systémech, které nejsou zaštítěny státní autoritou,
- poslední řešení představuje vícestranný obchod, který je sice organizačně složitější, avšak umožňuje směnu tam, kde dvoustranné vztahy nepostačují.

## Další možnosti barteru

### Multilaterální barter
Jedná se o novější formu barterového obchodování. Jsou charakterizovány jako časově nezávislé výměny zboží a služeb mezi účastníky systému fungujícího na principu mnohostranného zúčtování. Základem fungování systému je tzv. „barterová banka“, kde mají jednotlivé subjekty vedené účty, na nichž jsou vedeny veškeré transakce. K vypořádání obchodů však dochází bez faktického přechodu finančních prostředků. Nejčastější podmínkou pro vstup do tohoto způsobu obchodování je uhrazení vstupního poplatku a uzavření písemné smlouvy.

### Částečný barter
Neboli countertrade, což znamená, že existují dvě nebo více protichůdných plnění v barteru. Dochází k částečnému započtení hodnoty zboží nebo služby jiným zbožím nebo službou. Např. 20 % z barteru je subjekt ochoten zaplatit finančními prostředky a zbytek směnit zbožím nebo službou.

## Výhody a nevýhody barteru

### Výhody
- „nakupování“ bez cash flow,
- vstup na nové trhy,[zdroj?]
- řešení kolapsu finančních trhů,
- ušetření nákladů,[zdroj?]

### Nevýhody
- podnikatelská neznalost možnosti barterování,
- nalezení oboustranné shody v poptávaných a nabízených službách a zboží,
- neznalost účtování barterů,
- problém, kolik kusů mého zboží za kus tvého zboží,
- skutečné nalezení obchodního partnera, který má zboží, o něž mám já zájem, a on se zajímá o mé zboží,
- nadhodnocení barterů.

## Historie barterového obchodování
Přímé směňování zboží a služeb fungovalo ve společnostech, které neměly měnový systém, nebo když užívaná měna přestala odrážet hospodářskou hodnotu zboží. Barterový způsob obchodování byl široce využíván v koloniální éře, např. vícestranná směna byla používána v 18. století v tzv. trojúhelníkovém obchodě mezi britskými koloniemi v Americe, Afrikou a Evropou při obchodu s otroky, cukrem a rumem.
Barterové obchodování však nelze považovat za pouze historický jev. Je užíván i v současnosti mezi obchodními společnostmi či státy v případech, kdy by výměna za peníze nepřiměřeně zvyšovala náklady účastníků obchodu.

## Budoucnost
Internet otvírá novou dimenzi a budoucnost barterovým obchodům v podobě nových aplikací elektronického tržiště e-change. V České republice se barterovými obchody zabývá např. internetový portál ebarter.cz, který tvoří databázi barterů na českém internetu. Dalšími místy jsou specializované tržiště, jako například jatagan.eu, který nabízí směnný obchod pro nožíře.